# Артос

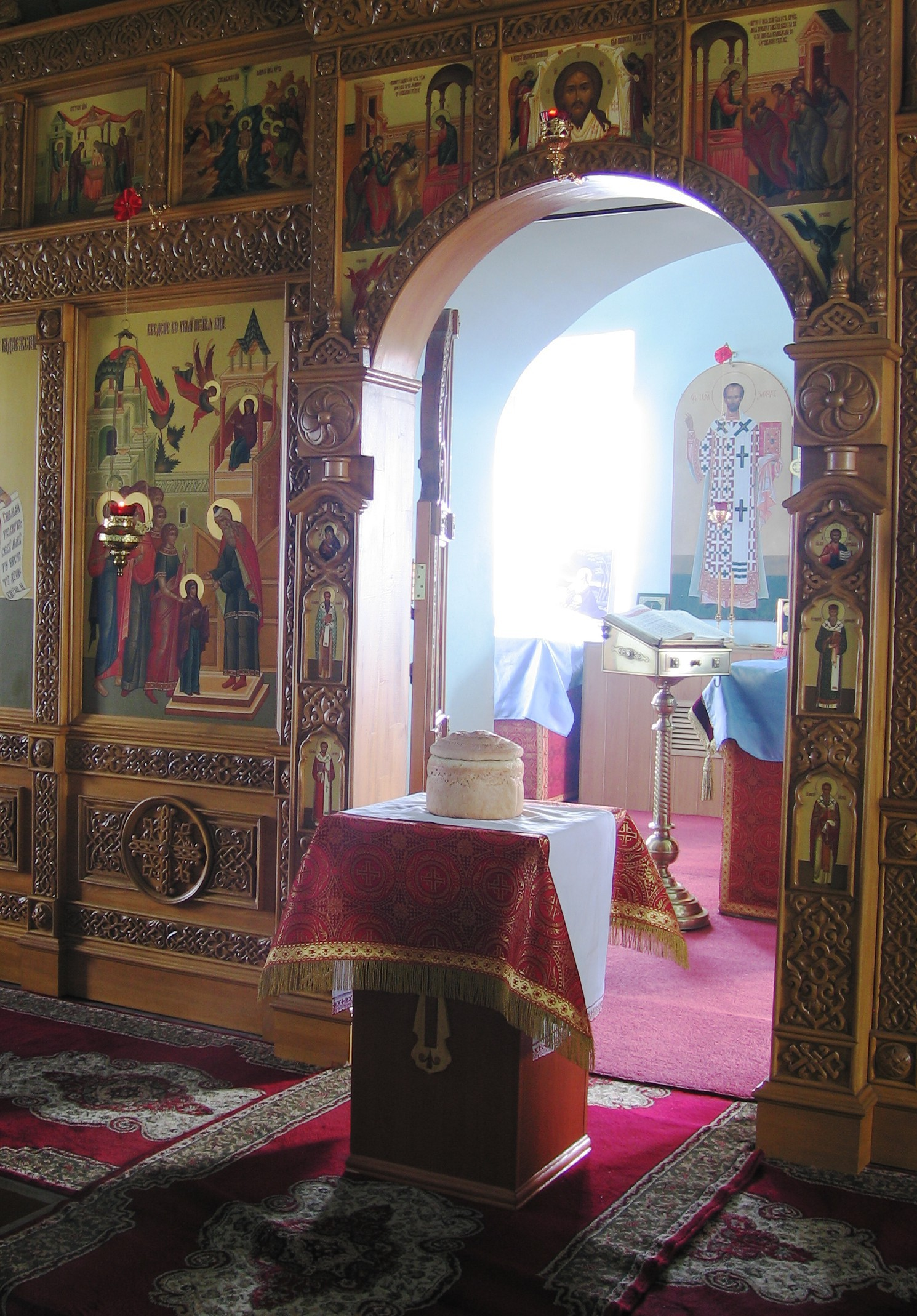
Великодній артос, між богослужіннями у Світлий тиждень, перед відчиненими царськими вратами.

А́ртос (грец. άρτος — «квасний хліб») — особливий освячений хліб, спільний для усіх членів церкви, інакше — «просфора всеціла». Використовується у Православній і Греко-католицькій церкві.
За своєю рецептурою, артос — квасний (дріжджовий або на житній заквасці) хліб, такої ж рецептури, як і просфора.
На артосі зображений хрест, на якому видно лише терновий вінець, але немає Розп'ятого — як ознака перемоги Христової над смертю, або зображення Воскресіння Христового.
Освячується артос особливою молитвою, окропленням святою водою й кадінням у перший день Святого Великодня на Літургії після заамвонної молитви.
Артос покладається на солеї, навпроти Царських Воріт, на приготовленому столі чи аналої.
Після освячення, аналой з артосом ставлять на солеї за іконою Воскресіння Христового, яка у цей час знаходиться на тетраподі по центру храму, де артос перебуває протягом всієї Святої (Світлої) седмиці (Великоднього тижня, першого тижня після Великодня).
В усі дні святкового тижня після закінчення Літургії з артосом урочисто відбувається хресний хід навколо храму. У Суботу Великоднього тижня після заамвонної молитви читається молитва на роздроблення артоса, артос роздрібнюється, і наприкінці Літургії при цілуванні Хреста роздається народові як святиня.
Частки артоса, отримані в храмі, благоговійно зберігаються віруючими протягом року. Артос вживається в особливих випадках, наприклад, під час хвороб і тяжких переживань та інших життєвих іспитів, часто з Богоявленською водою, і завжди зі словами «Христос воскрес!».
З артосом поєднане і прадавнє церковне передання, яке стверджує, що апостоли залишали за столом частину хліба — долю Пречистої Матері Господа на спомин постійного спілкування з Нею і після трапези благоговійно ділили цю частину між собою. В монастирях на сьогоднішній день цей звичай носить назву Чин про Панагію, тобто спомин про Всесвятійшу Матір Божу. В парафіяльних храмах цей хліб Богоматері згадується раз у рік в зв'язку з роздрібленням артоса.

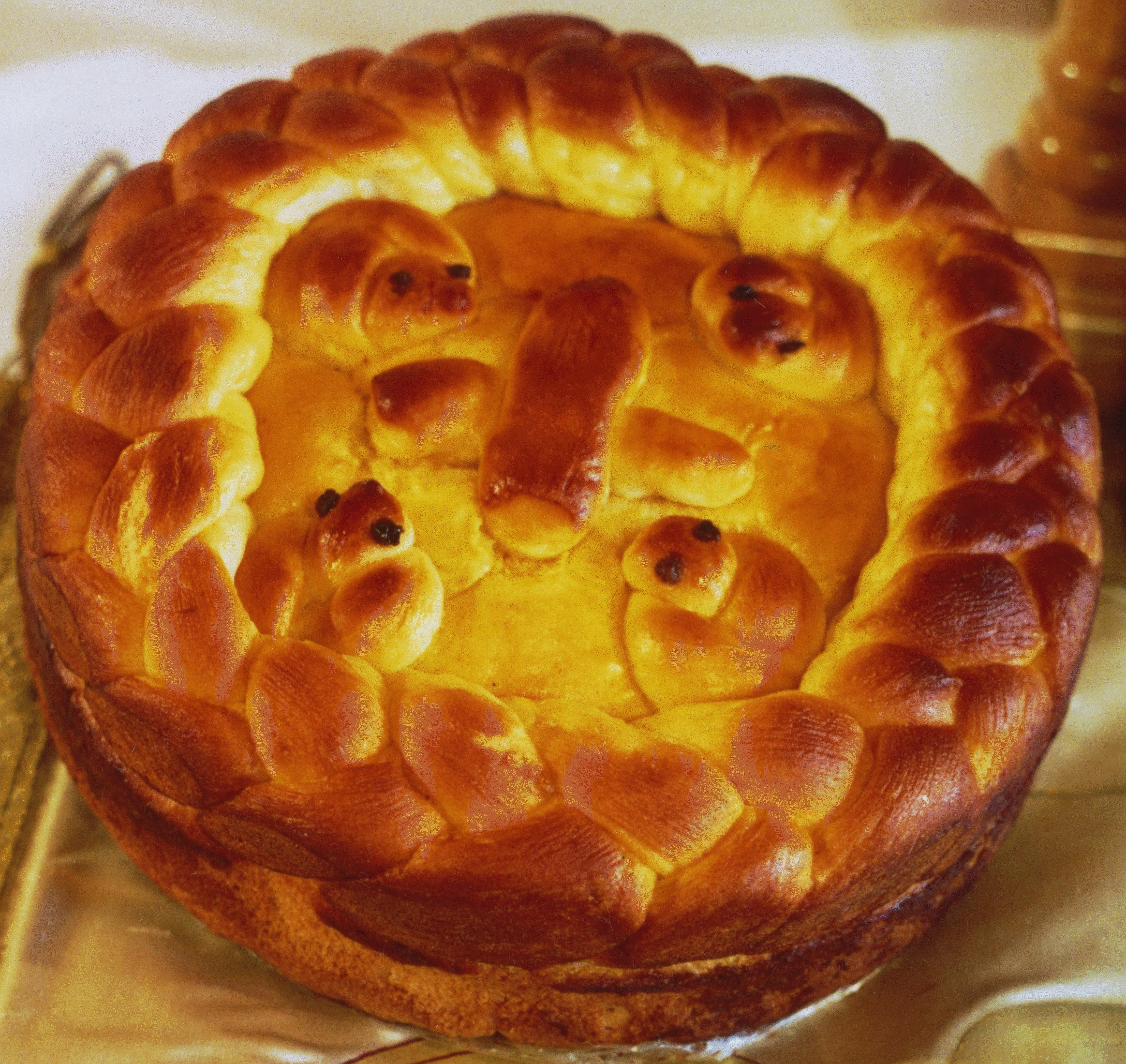
Артос з Закарпаття

Артос можна уподібнити старозавітним опріснокам, які древній Ізраїль, звільнений від Єгипетського рабства, споживав у дні пасхальної седмиці (Вих. 12, 15-20). Святий Кирило, єпископ Туровський, який жив в XII столітті, в Слові на Неділю нову говорить: «Як євреї із Єгипту по пустелі несли, на своїх головах опрісноки (Вих. 12, 34), доки не перейшли Червоного моря, і тоді, посвятивши хліб Богу, розділили його між всіма, і всі, хто їв були здорові і страшні для ворогів, так і ми, спасені Воскреслим Владикою від рабства уявному фараону-дияволу, виносим з дня Воскресення Христового священний хліб — артос протягом цілого тижня і, нарешті, посвятивши цей хліб Богу, споживаємо від нього і зберігаємо його на здоров'я тілам і душам нашим»